# Crítica cinematográfica
La crítica cinematográfica o crítica de cine es el análisis y evaluación de películas, individualmente o en forma colectiva. Generalmente se puede dividir en la crítica académica, a cargo de especialistas en la teoría cinematográfica, y la crítica periodística, que aparece con regularidad en periódicos y otros medios de comunicación.

## Crítica periodística
Los críticos de cine trabajan para la prensa escrita, revistas y la radiodifusión, principalmente haciendo reseñas de los estrenos. Generalmente los críticos ven la película una vez y tienen solo uno o dos días para formular sus opiniones. A pesar de esto, las críticas tienen un importante impacto en las películas, especialmente en ciertos géneros cinematográficos. Películas de acción comercial, de horror y comedias no suelen ser afectadas en gran medida por la crítica general. El resumen del argumento y su descripción, tienen un impacto mayor en las personas que deciden entre ver o no la película. En otros géneros, como el drama, las críticas son más importantes: las críticas negativas pueden producir una pérdida financiera y que sea poco conocida.[cita requerida]
El impacto de las críticas en la recaudación en taquilla es un tema en discusión. Hay afirmaciones de que la mercadotecnia de las películas es tan intenso y con un alto financiamiento que los críticos no pueden hacer nada contra ello. Sin embargo, tanto los fallos comerciales de algunas películas muy promocionadas (por ejemplo, Alejandro, en Estados Unidos), que fueron duramente criticadas, como el éxito inesperado de películas independientes elogiadas (como Pulp Fiction) indican que las reacciones críticas extremas pueden tener una influencia considerable.[cita requerida]
Puesto que las críticas positivas conducen generalmente a recaudaciones más altas, los estudios cinematográficos intentan cortejar a los críticos de cine. Cualquier estreno importante está acompañado de material de prensa (materiales promocionales) que contiene información del trasfondo, fotografías para utilizar en publicaciones y, a veces, pequeños regalos. A los críticos de cine de televisión suelen darles fragmentos de la película que puedan utilizar en sus programas.[cita requerida]

### Críticas vacías
Estos elogios suelen aparecer en la publicidad de la película. Generalmente suelen incluir expresiones como "espectacular", "maravillosa" o "emocionante".[cita requerida]
David Manning, crítico de cine ficticio creado por un ejecutivo de mercadotecnia de Sony, ha sido catalogado como una quote whore (prostituta de frases), por sus frases que suelen aparecer en pósteres promocionales de la Columbia Pictures.[cita requerida]

## Crítica académica
Hay afirmaciones de que los críticos periodísticos de cine deberían ser denominados reporteros de cine, dejando el nombre de crítico de cine a los académicos. Este trabajo está más relacionado con la teoría cinematográfica o los estudios de cine. La fusión entre los dos modelos se hace evidente en la obra de André Bazin, donde la teoría crítica no estaba reñida con la reflexión sobre el propio acto de la crítica periodística. Actualmente, hay un cierto interés en separar la teoría de la crítica, cuando la buena crítica es la que esta estrechamente relacionada con el pensamiento sobre el cine.
En lugar de utilizar medios de comunicación como la televisión o revistas, los artículos críticos son publicados en revistas especializadas. Además, los críticos académicos suelen trabajar o estar afiliados con las universidades.

## Ética y cine
Desde sus inicios mismos el cine ha desplegado muchas problemáticas éticas. Con el crecimiento y expansión de la industria cinematográfica, estos temas fueron alcanzando a un público cada vez más masivo, y se han generado interesantes debates dentro y fuera de los ámbitos académicos. La aparición de la tecnología digital imprimió un nuevo giro y hoy existe una renovada oleada de pasión cinematográfica. La posibilidad de filmar y proyectar en alta calidad a bajos costos, el acceso a pantallas de grandes dimensiones y a sofisticados sistemas de audio ha extendido la experiencia del cine mucho más allá de las salas comerciales. De este modo, la excelencia tecnológica permite el acceso a variadas fuentes, renovando así la ocasión de un acto expectante y creador.
Paralelamente, ha aumentado sensiblemente el tratamiento de cuestiones éticas de la ciencia y la tecnología, como así también la inclusión de problemas relativos a los derechos humanos. La producción estética, asociada a la reflexión conceptual y a las iniciativas comunitarias, se ha ido transformando en una herramienta importante en la perspectiva del cambio social. Un relevo del panorama disponible muestra que las cuestiones éticas se plantean en el cine desde una doble perspectiva.
Por un lado, cuando el cine se propone de manera explícita llevar a la pantalla debates éticos contemporáneos; por otro, cuando espectadores y analistas encuentran en la obra de arte la ocasión para la reflexión moral y ética, sorprendiendo muchas veces los propósitos iniciales de su realizador. En ambos casos, el resultado es una extraordinaria experiencia de pensamiento y acción.
La Universidad de Buenos Aires viene realizando un Congreso Internacional de Ética y Cine On Line desde el año 2011 ininterrumpidamente.